# Banderia Prutenorum

Deutscher Orden

Hochmeister (die Darstellung unterscheidet sich in einigen Details von jener in den Banderia Prutenorum)

Die Banderia Prutenorum („Banner der Preußen“) von Jan Długosz (Johannes Longinus) aus dem Jahre 1448 sind eine der wichtigsten zeitnahen Quellen zur Schlacht bei Tannenberg (1410) sowie zu den dort erbeuteten Deutschordensbannern der Schlacht bei Tannenberg.

## Inhalt
Das Manuskript der Banderia Prutenorum auf 48 Pergament-Blättern, 18,6 × 29,3 cm groß, wurde illustriert von Stanisław Durink. Es stellt 56 vexillae bzw. Banner des Deutschen Ordens dar, von denen 51 aus der Schlacht von Tannenberg, eines aus der Schlacht bei Polnisch-Krone im gleichen Jahre und die letzten vier aus der Schlacht bei Nakel 1431 stammen. Zu beachten ist, dass nicht alle Banner in polnische Hände fielen und somit abgebildet werden konnten. Wichtig ist auch zu erwähnen, dass nur 46 Banner von Anfang an in der Banderia zu finden waren. Zehn weitere Banner wurden erst später, nicht so ästhetisch und auf die Rückseiten der vorhandenen Blätter gezeichnet, weshalb sie auch als Rectobanner benannt werden.
Bedeutsam sind die Banderia Prutenorum auch, weil darin ein polnischer Gelehrter die Deutschordensritter, die in den 180 Jahren zuvor das Gebiet der Pruzzen erobert hatten, nun selber als „Preußen“ bezeichnet. In diesem Manuskript wurden die deutschen Ortsnamen wiedergegeben, darunter folgende Komtureien:
Culm, Pomesanien, Graudenz, Balga, Schönsee, Stargard, Sambia, Tuchel, Stuhm, Nessau, Westphalia, Rogasen, Elbing, Engelsburg, Strasburg, Chełm, Brettchen und Neumark, Braunsberg.
Die erbeuteten Deutschordensbanner wurden bis 1603 in der Wawelkathedrale in Krakau aufbewahrt, danach werden sie nicht mehr erwähnt und um 1800, kurz nach der Besetzung Krakaus durch kaiserliche Truppen, verliert sich ihre Spur in Wien. 1936 wurden anhand der Abbildungen des Manuskripts Nachbildungen der Banner für Krakau angefertigt, die 1940 von Hans Frank, Generalgouverneur des besetzten Polen, in die Marienburg überstellt wurden. Nach 1945 galten sie als verschollen. 1962 und 2009 wurden sie wiederhergestellt.
Das Manuskript der Banderia Prutenorum wurde 1849 in Krakau aufbewahrt. Der Inhalt wurde 1849 erstmals lateinisch und deutsch veröffentlicht und kommentiert. 1940 wurde es von Hans Frank, Generalgouverneur des besetzten Polen, zusammen mit den Nachbildungen der Banner in die Marienburg überstellt. Direkt nach 1945 galt es als verschollen. Nachdem es in einem Londoner Antiquariat aufgefunden und von Polen wieder aufgekauft wurde, befindet sich das Buch im Besitz der Biblioteka Jagiellońska in Krakau.

## Edition
- Friedrich August Voßberg: Banderia Prutenorum oder Fahnen des Deutschen Ordens und seiner Verbündeten, welche in Schlachten und Gefechten des 15. Jahrhunderts eine Beute der Polen wurden. Nach der Dlugoßschen Handschrift herausgegeben. Mit vielen Abbildungen. Berlin 1849 (bei Google books, bei Polonia).
- Adolf Meckelburg: Dlugoß’s Banderia Prutenorum. Nach Voßberg’s Ausgabe überarbeitet. In: Preußische Provinzial-Blätter, Band 9, Königsberg 1850, S. 321–367 (bei Google books).
- Ernst Strehlke (Hrsg.): Joannis Długosz canonici Cracoviensis banderia Prutenorum. In: Scriptores rerum Prussicarum, Bd. 4, Leipzig 1870, S. 9–34 (bei Google books).
- Sven Ekdahl: Die «Banderia Prutenorum» des Jan Długosz, eine Quelle zur Schlacht bei Tannenberg 1410. Untersuchungen zu Aufbau, Entstehung und Quellenwert der Handschrift. (= Abhandlungen der Akademie der Wissenschaften in Göttingen, Philologisch-historische Klasse, Dritte Folge, Nr. 104), Vandenhoeck & Ruprecht, Göttingen 1976, ISBN 3-525-82382-7.